# 稲荷森古墳
稲荷森古墳（いなりもりこふん）は、山形県南陽市長岡にある古墳。形状は前方後円墳。国の史跡に指定されている。
山形県では最大、東北地方では第7位の規模の古墳で、4世紀末（古墳時代中期初頭）頃の築造と推定される。

## 概要
山形県南部、米沢盆地北縁で吉野川右岸の長岡丘陵上において、孤立丘の丘尾を切断して築造された大型前方後円墳である。大型古墳としては日本海側内陸部で最北に位置する。これまでに数次の調査が実施されている。
墳形は前方後円形で、前方部を南南西方に向ける。墳丘は後円部が3段築成、前方部が1段築成で、旧状を良好に遺存する。墳丘長は約96メートルを測り、山形県では最大、東北地方では第7位の規模になる。墳丘外表で葺石・埴輪は検出されていないが、墳丘内部から土師器が出土している。また周濠も存在していないが、墳丘の周囲一定範囲にテラス帯が認められている。埋葬施設は未確認で明らかでないが、一説には石室を持たない木棺直葬と推測される。
この稲荷森古墳では、年代観を正確にする埴輪等の資料が出土していないものの、墳形および出土土師器を基に4世紀末頃（古墳時代中期初頭）の築造と推定されている。本古墳の築造以前には米沢市域・川西町域・南陽市域の3地域で前方後方墳を主とする古墳（天神森古墳・宝領塚古墳など）が営まれていたが、稲荷森古墳によってそれら3地域が統合された様相を示すため、稲荷森古墳はそれらを統合した首長（置賜地方の王）により記念碑（象徴）的に築造されたものと考えられている。しかし稲荷森古墳に続く首長墓はなく、置賜地方の中心地は米沢市域に移ったとされる。そのほか、稲荷森古墳と大塚山古墳（宮城県名取市）・念南寺古墳（宮城県色麻町）・堂の森古墳（福島県浪江町）などとの墳形の類似性を指摘する説や、稲荷森古墳の被葬者が東北地方最大の雷神山古墳（宮城県名取市）の被葬者と同盟関係にあったとする説もある。
古墳域は1980年（昭和55年）に国の史跡に指定された。その後現在までに、墳丘を基本的に維持したままで史跡整備がなされている。

## 遺跡歴
- 1938年（昭和13年）、古墳とする説が初めて提唱[1]。
- 1961年（昭和36年）、トレンチ調査（山形大学）。平安時代の須恵器のみの出土で、古墳とする確証はなし[1]。
- 1977年（昭和52年）、測量調査（山形県史編纂室・稲荷森古墳調査団）。前方後円墳と判明[1]。
- 1978-1979年（昭和53-54年）、発掘調査（山形県立博物館）。墳丘構造・築造法の判明[1]。
- 1980年（昭和55年）5月24日、国の史跡に指定[2]。
- 1985年（昭和60年）、精密測量図の作成（南陽市教育委員会）[1]。
- 1987-1988年度（昭和62-63年度）、発掘調査（南陽市教育委員会）[1]。
- 1989年度（平成元年度）、史跡整備（南陽市教育委員会）[1]。

## 墳丘
墳丘の規模は次の通り。
- 墳丘長：約96メートル
- 後円部 - 3段築成。
  - 直径：約62メートル
  - 高さ：約9.6メートル
- 前方部 - 1段築成。
  - 長さ：約34メートル
  - 前端幅：約30メートル
  - 高さ：約5メートル

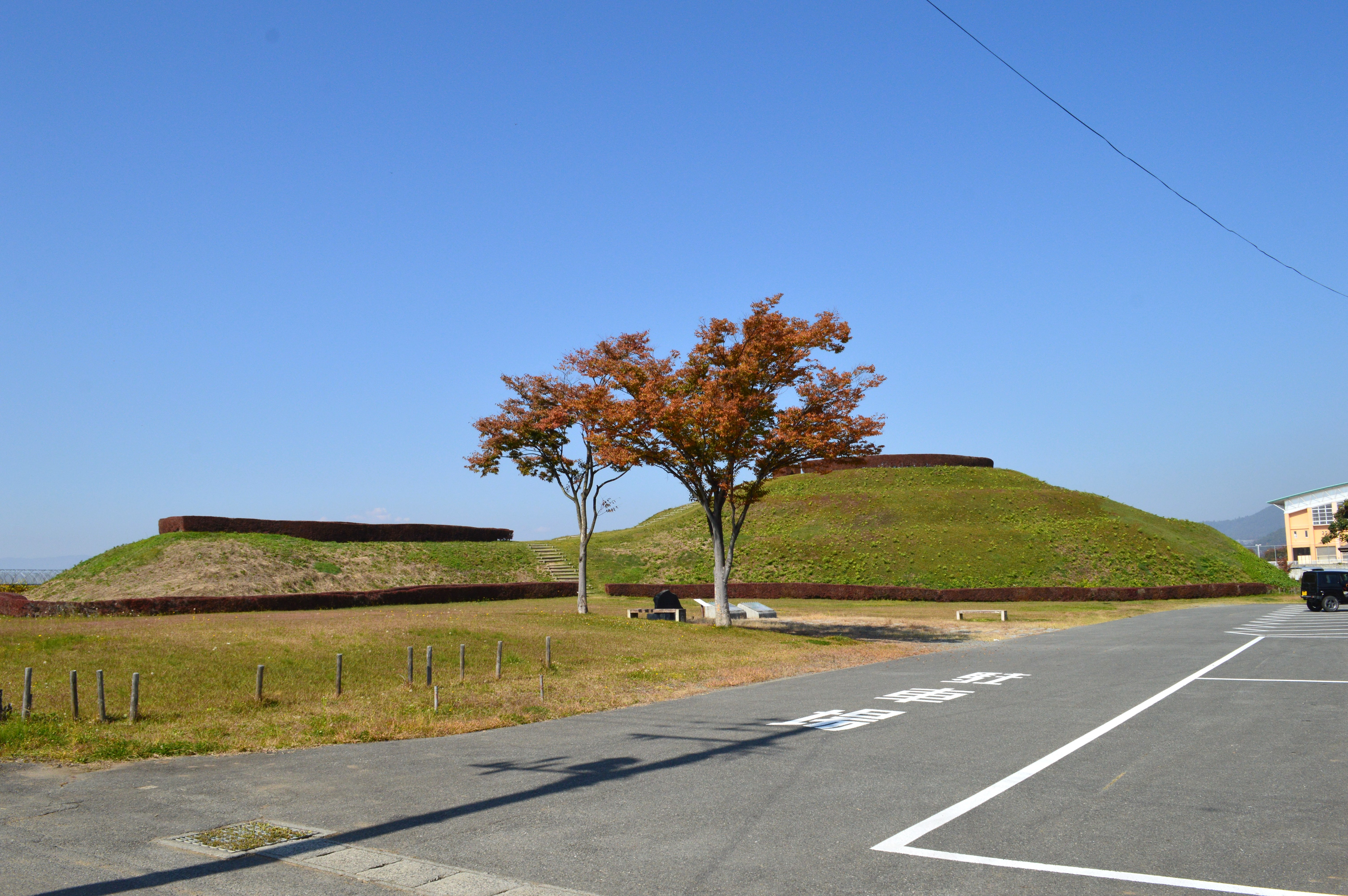
横からの全景左に前方部、右に後円部。

墳丘は、後円部に比べて前方部が低く短い「銚子式（銚子形）」という古相の形状を示す。前方部は米沢盆地中央の方角を向く。後円部の3段のうち、1段目はかなり高くほぼ地山から成り、2段目・3段目は版築から成る。
墳形に関しては、前方部が変形していることを基に、前方部の半分が意図的に築造されなかったという「前方部半截型」説が提唱されている。この説では、同時期の築造で東北地方最大規模の雷神山古墳（宮城県名取市）の被葬者による古墳規制を受けたとする。しかし半截型とするには批判的な説もあり、検証の必要が指摘される。

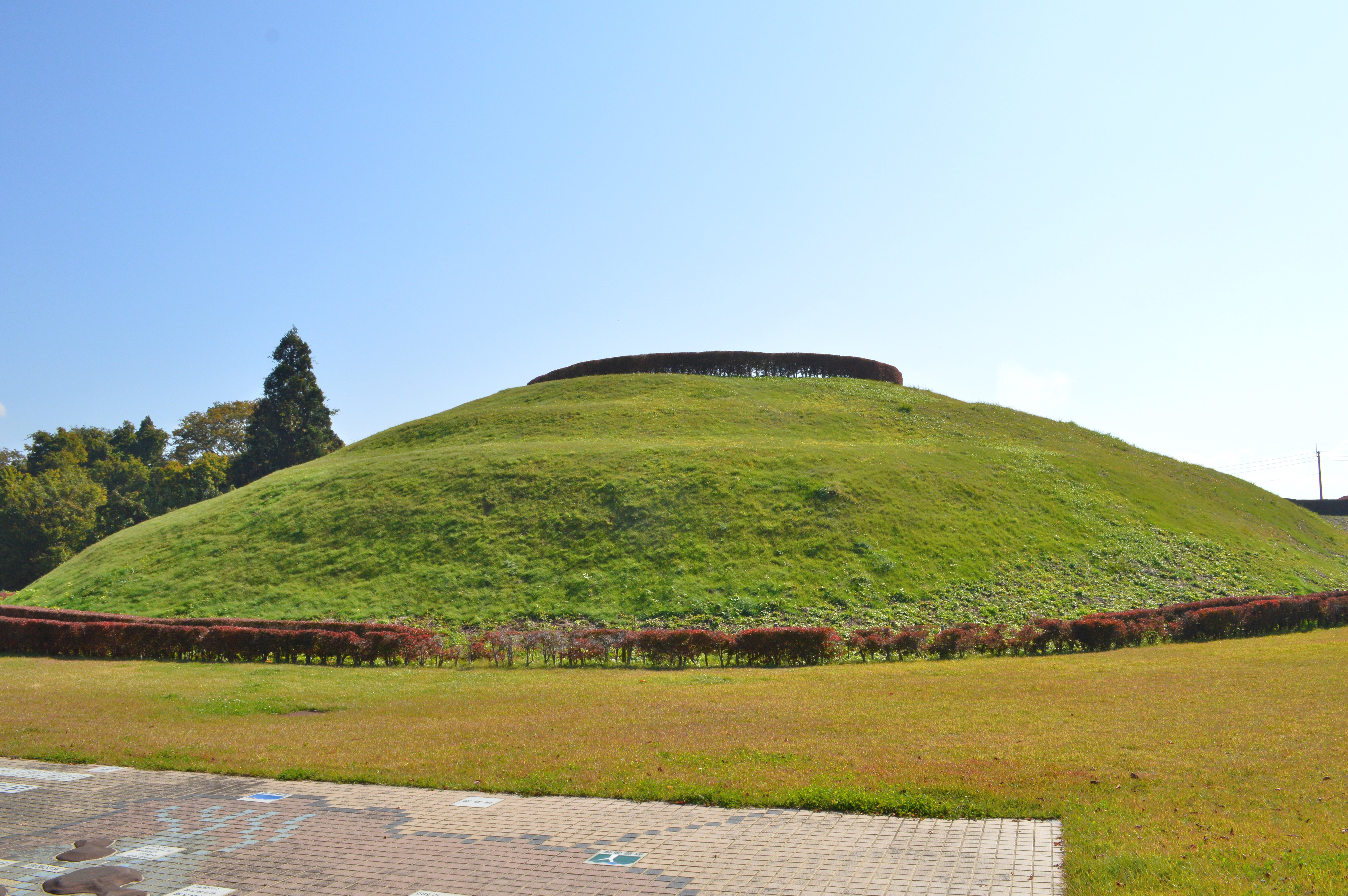
後円部 2・3段目に比べ1段目は高く築造される。
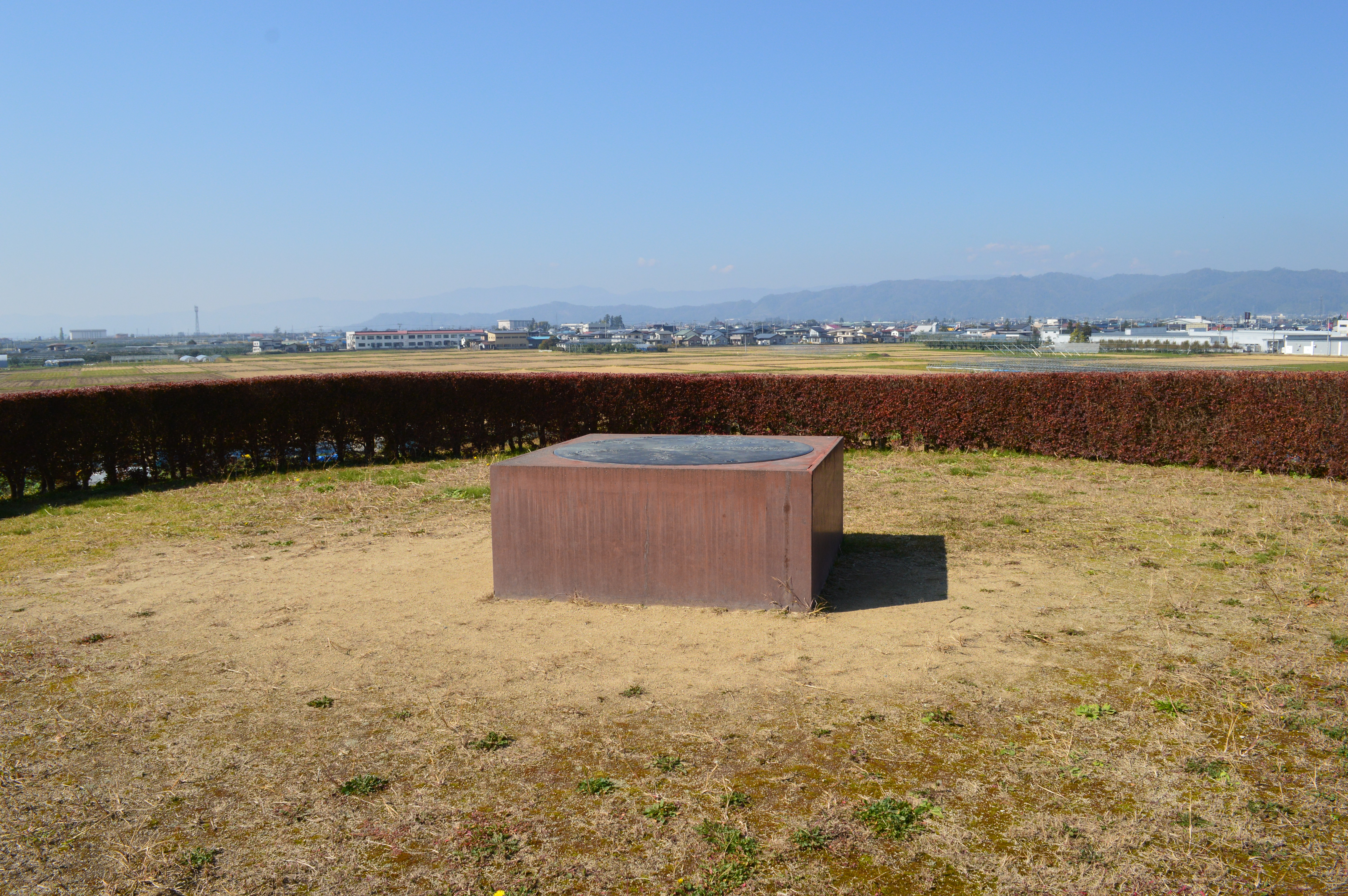
後円部墳頂 中央は方位盤。
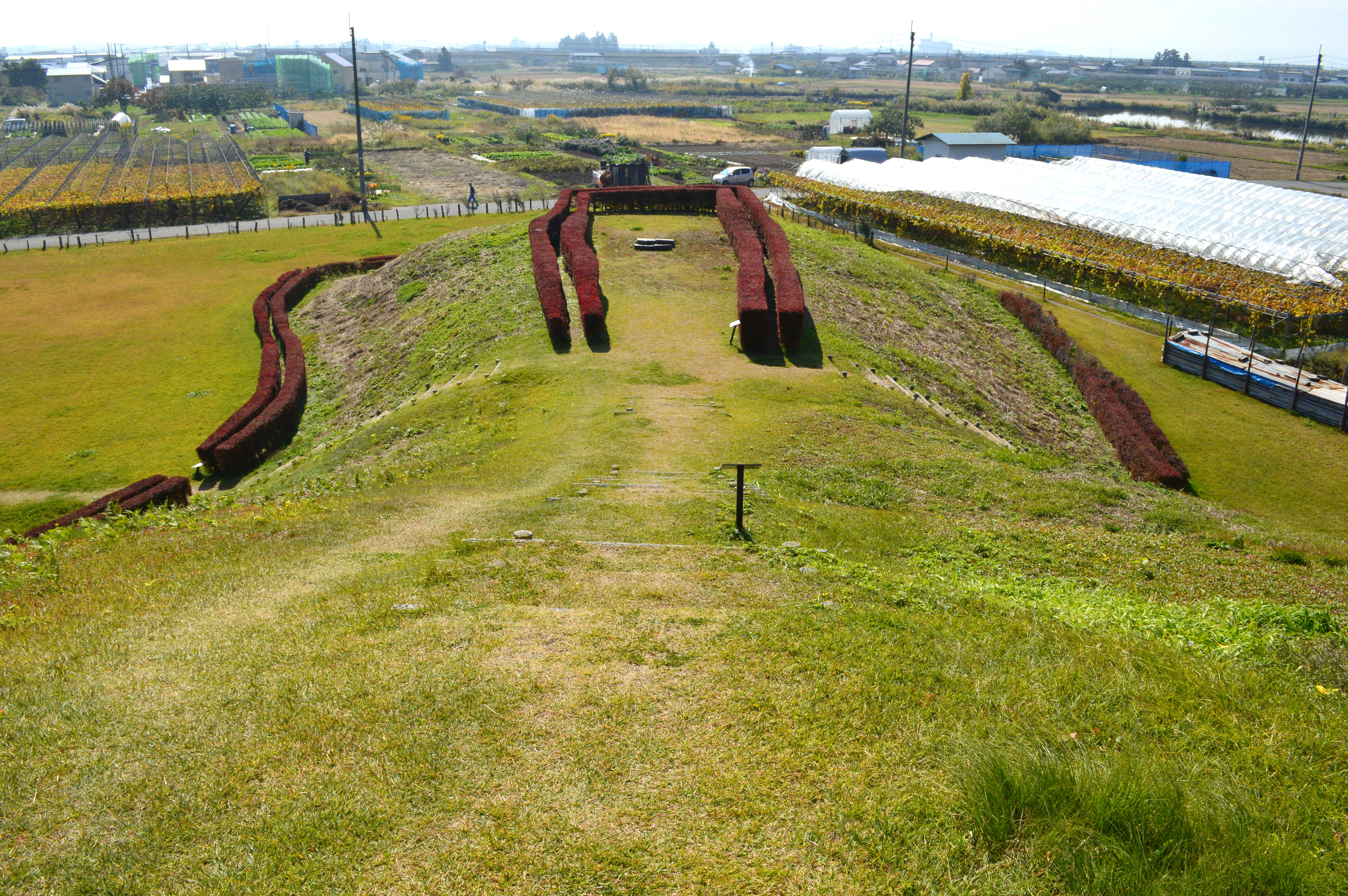
後円部から前方部を望む

## 出土品
発掘調査による主な出土品は次の通り。
- 高坏形土師器
稲荷森古墳の築造以前に後円部直下で営まれていた竪穴建物跡で使用された土器[1]。塩釜式で古形式の土師器であり4世紀前半から中頃と推定され、それ以後に稲荷森古墳が築造されたことを示す[1]。
- 底部穿孔土師器壺形土器
地山削出部から検出されており築造当時の土器になるが、置賜地方で広く使用された土器形式でなく移入伝世品と見られるため、築造年代を明らかとする土器にはならない[1]。

そのほか、古墳域は平安時代から中世期にかけて墓地化したものと見られ、域内からは墓地化を示す後世の墓壙や石塔片が認められている。なお埴輪は検出されていないため、埴輪に基づく年代観はない。

## 文化財

### 国の史跡
- 稲荷森古墳 - 指定範囲面積は10,182.7平方メートル[4]。1980年（昭和55年）5月24日指定[2]。

## 現地情報
所在地
- 山形県南陽市長岡字稲荷森

交通アクセス
- 鉄道：東日本旅客鉄道（JR東日本）・山形鉄道 赤湯駅 （徒歩約20分）